# ビジネスベイ
ビジネスベイ (Business Bay) はアラブ首長国連邦・ドバイに建設中の新ビジネス街である。旧市街を貫く川であるドバイクリーク（ドバイ運河）を浚渫して延伸し、それに沿って街作りが進んでいる。商業施設やタワーマンションも含めて230棟が建設される計画である。エマール・プロパティーズおよびナキールと並ぶドバイ3大デベロッパーの1つ、ドバイ・プロパティーズが手掛けている。
主要な超高層建築は：
- ブルジュ・アル・アラム：108階建て、高さ510 mのオフィスビル。ドバイでも5本の指に入る高さになる。設計は日本の日建設計。2006年に建設が始まった。
- エミレーツ・パーク・タワーズ・ホテル・アンド・スパ：77階建て、高さ395 mのツインタワーで、両方ともホテルとなる。同じドバイに完成したローズタワーを抜いてホテル単独の高層ビルとして世界最高となる。既に60階以上まで完成している。
- ザ・スカイスクレーパー：65階建て、高さ330 mのオフィスビル。建設が承認された。
- シグニチャー・タワーズ：79階建て・高さ340.8 m, 65階建て・高さ291.6 m, 52階建て・高さ238.8 mの3つの超高層ビルが絡まるようなコンプレックス。設計はザハ・ハディッドで、2006年にニューヨークのソロモン・R・グッゲンハイム美術館で発表された。

## ギャラリー

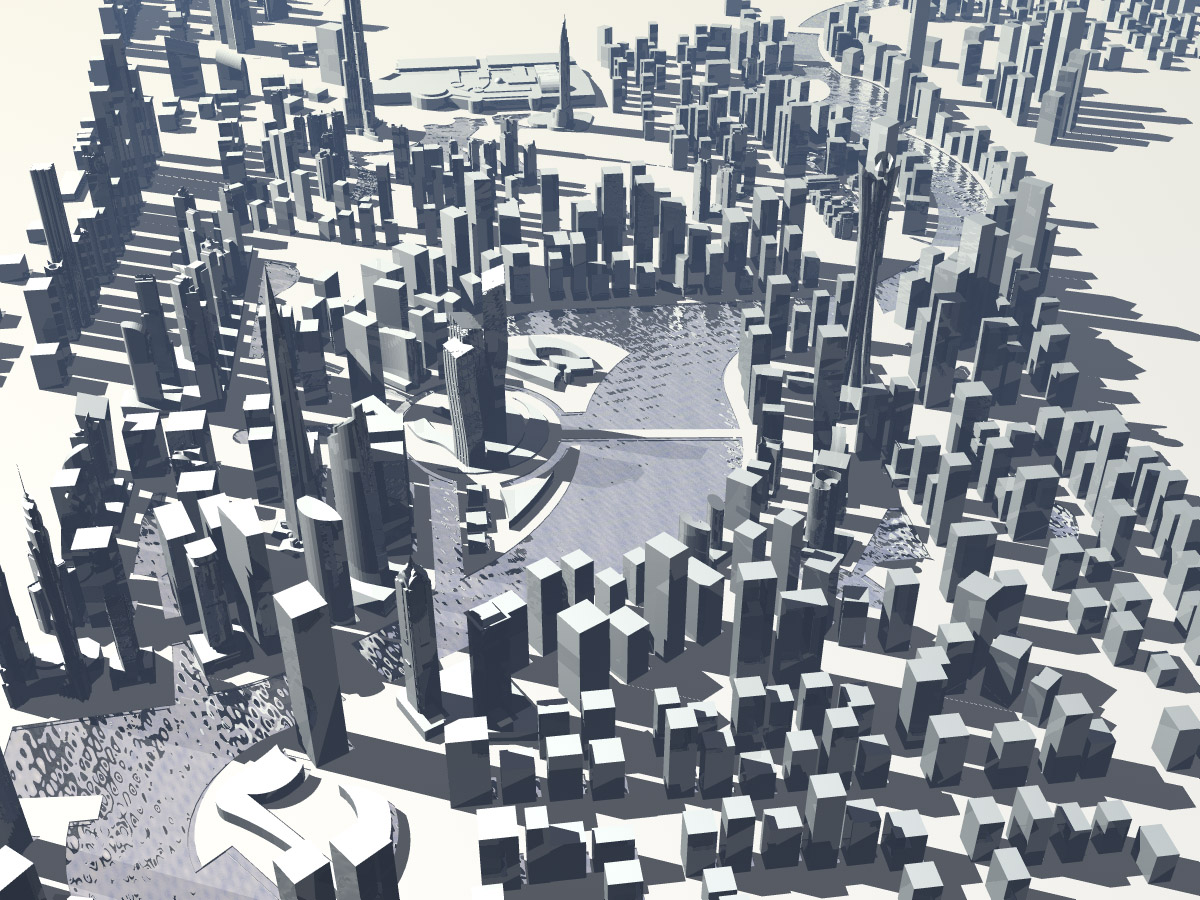
コンセプト図
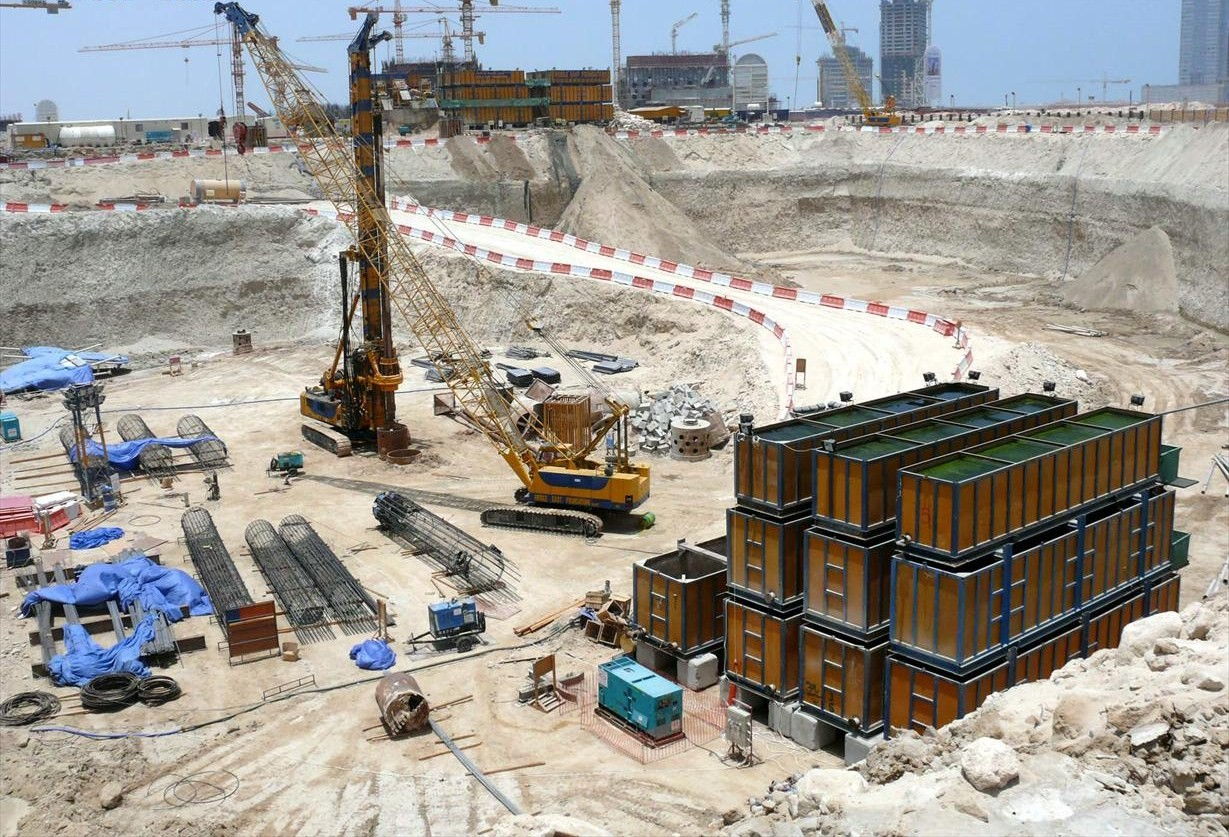
建設中のブルジュ・アル・アラム。108階建て・510 m
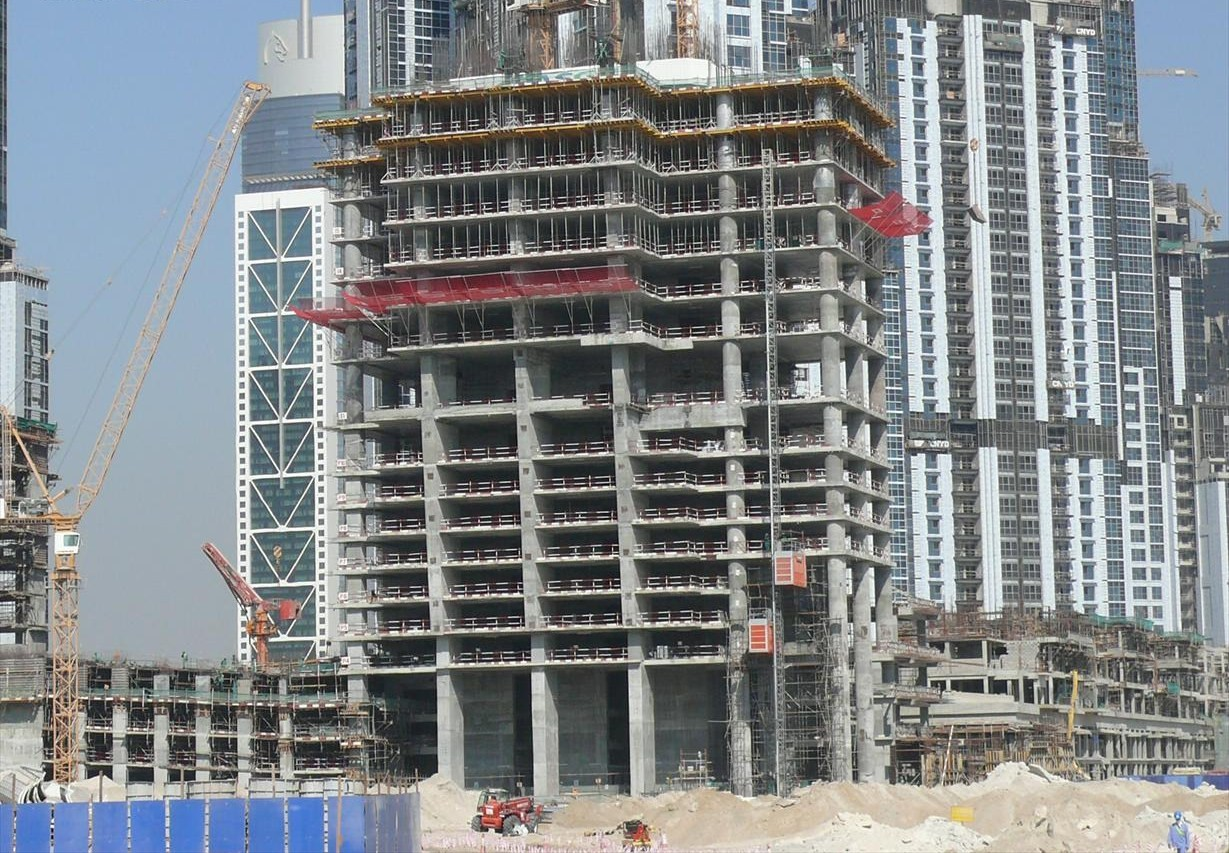
建設中のヴィジョンタワー。60階建て・260 m
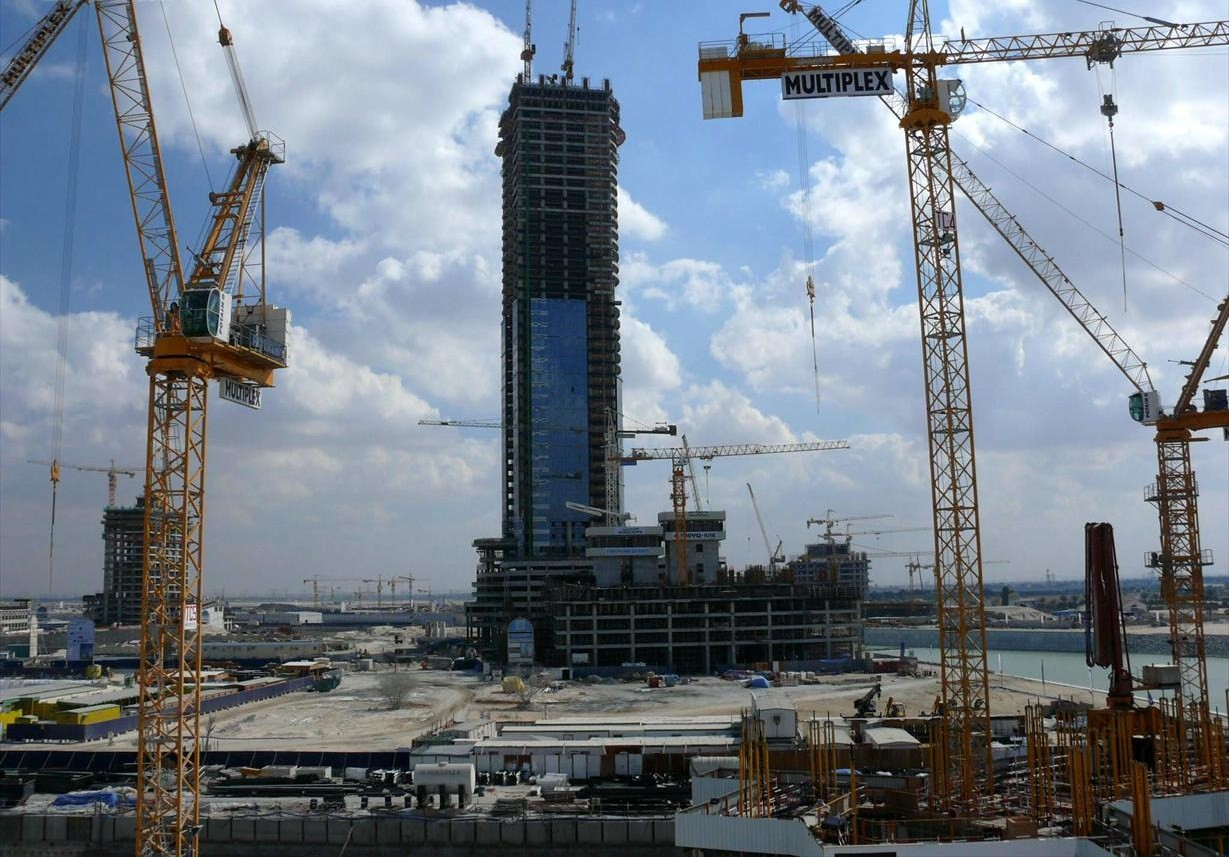
建設中のザ・シタデル。42階建て・201 m
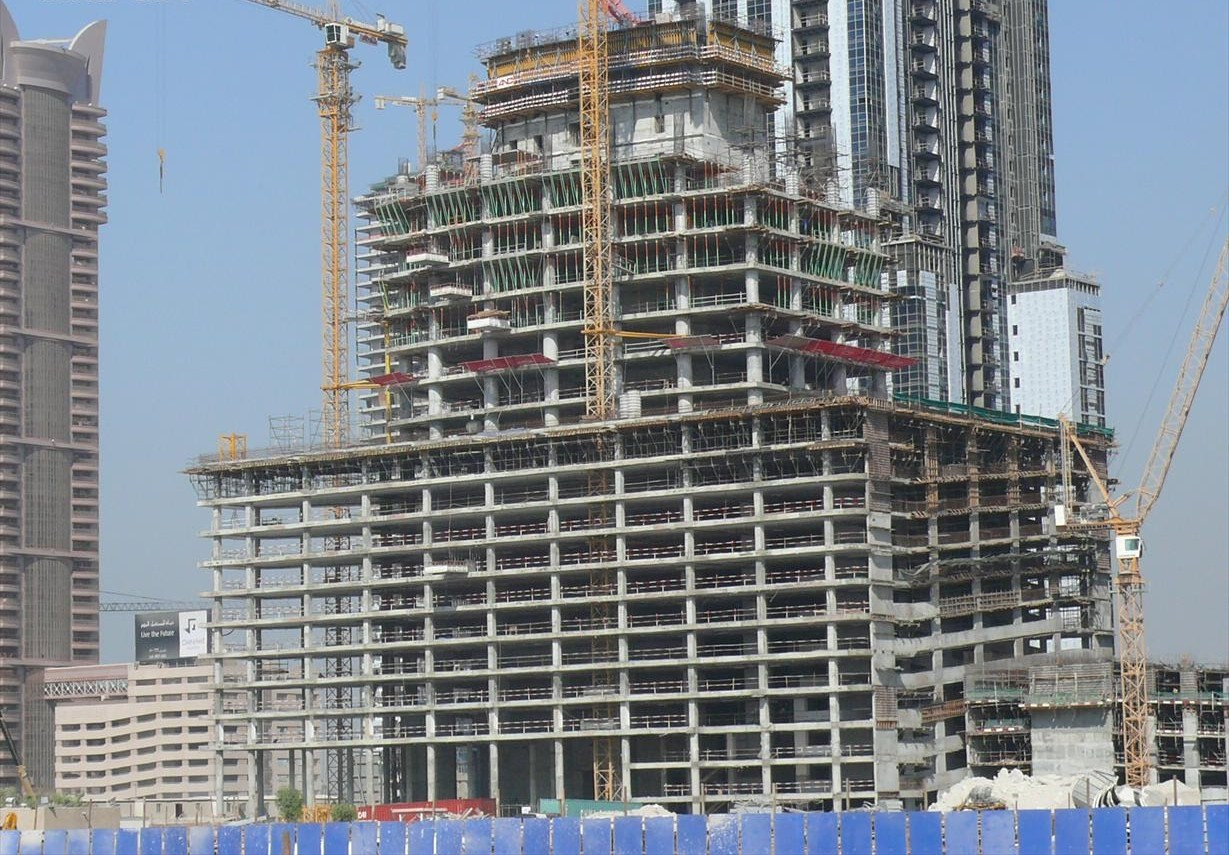
建設中のベイ・ゲイト。53階建て・221 m
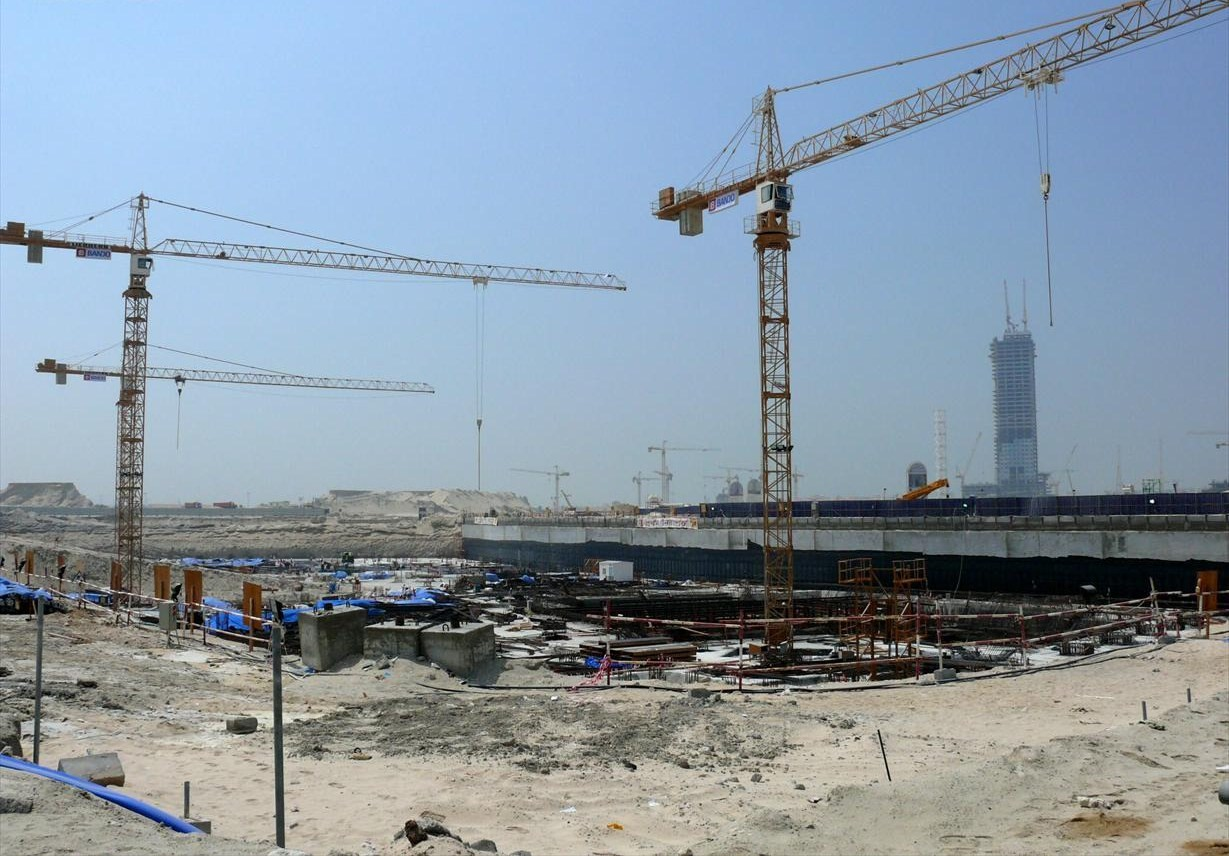
建設中のウボラ・タワーズのタワー1. 58階建て・256 m